# Jacques Attali
Jacques Attali (Algeri, 1º novembre 1943) è uno scrittore, banchiere, economista ed ex funzionario francese.

## Biografia
Figlio di un agiato commerciante di religione ebraica, Simon Attali, e di Fernande Abécassis, ha vissuto ad Algeri fino al trasferimento della sua famiglia a Parigi nel 1956. Ha un fratello gemello di nome Bernard, e una sorella di nome Fabienne, di undici anni più giovane. Studia presso: liceo Janson-de-Sailly (ha tra i compagni di corso Laurent Fabius e Jean-Louis Bianco, futuro direttore di gabinetto di François Mitterrand), amico di lino d Arzano, École polytechnique, dottorato in scienze economiche, laurea in ingegneria all'École des mines, all'Institut d'études politiques (Sciences-Po) e specializzazione all'École nationale d'administration (Ena) di cui è terzo classificato nel 1970 insieme a Philippe Séguin e Louis Schweitzer.
Nel 1968, svolge il suo stage dell'École nationale d'administration nel dipartimento della Nièvre, all'epoca presieduto da François Mitterrand. Ma la collaborazione con il futuro presidente della Repubblica incomincerà nel 1973, in prossimità delle elezioni presidenziali del 1974, e si farà più intensa nel 1981. Il compito principale di Attali è di formare Mitterrand sulle materie economiche, che rappresentano il suo punto debole di fronte all'avversario Valéry Giscard d'Estaing.
Nel 1970 entra al Consiglio di Stato come uditore. Incomincia l'intensa attività pubblicistica (con uno dei suoi primi libri otterrà un premio dell'Accademia delle Scienze), che al 2008 annovera una cinquantina di opere di argomento diverso, compresi dei libri per l'infanzia. È professore di economia all'università di Parigi-Dauphine, all'École polytechnique e all'École des Ponts et Chaussées. Nel 1979 partecipa alla fondazione dell'organizzazione Action internationale contre la faim, attuale Action contre la faim (ACF).

## "Eminenza grigia" di Mitterrand
Una volta eletto presidente della Repubblica, il 10 maggio 1981 Mitterrand nomina Attali suo "consigliere speciale". Oltre a seguire in prima persona l'attività del presidente della Repubblica, prendendo meticolosamente nota degli eventi, il suo compito principale consiste nella preparazione dei vertici internazionali. Il resoconto di dieci anni di collaborazione è contenuto nei Verbatim pubblicati a partire dal 1994, vero e proprio diario giorno per giorno dell'Eliseo.

## Banchiere internazionale
Resta all'Eliseo fino al 1991, quando è nominato presidente della londinese Banca europea per la ricostruzione e lo sviluppo, l'istituzione finanziaria istituita su iniziativa dello stesso Attali dai governi occidentali per accompagnare i paesi dell'Europa centrale e dell'ex Unione Sovietica nella transizione verso un sistema economico di libero mercato. Resta in carica fino al 1994.
Nel 1994 ha creato lo studio Attali & Associés (A&A), destinato a fornire consulenze in materia di strategia, ingegneria finanziaria e fusione-acquisizione di grossi gruppi economici. Nel 1998 Attali ha fondato l'associazione no profit PlaNet Finance presente in 60 paesi che finanzia, consiglia e forma 10 000 società di microfinanza.

## La commissione Attali
È presidente della "Commissione per la liberazione della crescita" nominata dal presidente della Repubblica Nicolas Sarkozy il 30 giugno 2007. Nello stesso anno, ottiene la nomina a relatore della commissione per il futuro presidente Emmanuel Macron, del quale Attali è ritenuto essere il primo "scopritore" politico. È probabile che il nome di Attali sia stato suggerito a Sarkozy dal suo ex compagno di corso all'Ena Philippe Séguin, destinato in un primo momento a tale incarico. La commissione è composta da 42 membri fra loro eterogenei per formazione, esperienza professionale e convinzioni politiche. Fra di essi vi sono economisti, analisti, storici, demografi, politici, imprenditori, dirigenti pubblici, giornalisti, ma anche scrittori e medici. Fra i componenti anche membri stranieri, tra cui gli italiani Franco Bassanini e Mario Monti. La commissione ha concluso i suoi lavori il 23 gennaio 2008 con la presentazione di un Rapporto finale comprendente 316 proposte formulate consensualmente dai componenti il collegio.

## Opere

### Saggi
- Modèles politiques, PUF, 1972.
- Analyse économique de la vie politique, PUF, 1973.
- L'antieconomica. Un contromanuale (L'anti-économique, 1974), con Marc Guillaume, Venezia, Marsilio, 1977.
- La Parole et l'outil, PUF, 1976.
- Rumori. Saggio sull'economia politica della musica (Bruits. Essai sur l'économie politique de la musique, 1977), trad. Sergio Mancini, Milano, Edizioni Gabriele Mazzotta, 1978.
- La Nouvelle Économie française, Flammarion, 1978.
- Vita e morte della medicina. L'ordine cannibale (L'Ordre cannibale, 1979), trad. Alessandro Serra, Milano, Feltrinelli, 1980, ISBN 978-88-071-9003-2.
- I tre mondi. Per una teoria del dopocrisi (Les Trois Mondes, 1981), Milano, Spirali, 1981, ISBN 978-88-777-0008-7.
- Storie del tempo (Histoire du temps, 1982), trad. G. Sangalli, Milano, Spirali, 1983, ISBN 978-88-777-0009-4.
- La figura di Fraser (Le Figure de Frazer, 1984), trad. S. Ferro, a cura di G. Sangalli, Milano, Spirali, 1985, ISBN 978-88-777-0007-0.
- Au propre et au figuré, Éditions Fayard, 1988.
- Lignes d'horizon, Fayard, 1990.
- 1492. Inventare l'Europa, inventare la storia, Milano, Sperling & Kupfer, 1992.
- Millennium (Millennium: Winners and Losers in the Coming Order, 1992), Milano, Spirali, 1993, ISBN 978-88-777-0363-7.
- Europa, Europe, Milano, Spirali, 1994, ISBN 978-88-777-0398-9.
- Économie de l'apocalypse: Trafic et prolifération nucléaire, Fayard, 1994.
- Chemins de sagesse: Traité du labyrinthe, Fayard, 1996
- Mémoires de sabliers, Éditions de l'Amateur, 1997
- Le Citoyen, les pouvoirs et dieu, Fayard, 1998.
- Dizionario del XXI secolo (Dictionnaire du xxie siècle, 1998), Armando Editore, 1999, ISBN 978-88-714-4995-1.
- Fraternités: Une nouvelle utopie, Fayard, 1999.
- Trattato del labirinto, trad. M. G. Amati, Milano, Spirali, 2003, ISBN 978-88-777-0618-8.
- Gli ebrei, il mondo, il denaro. Storia economica del popolo ebraico (Les Juifs, le monde et l'argent, 2002), trad. G. Schilardi, Lecce, Argo editrice, 2003, ISBN 978-88-823-4052-0.
- L'uomo nomade (L'Homme nomade, 2003), trad. L. Brambilla e M. Boetti, Milano, Spirali, 2006, ISBN 978-88-777-0731-4.
- La Voie humaine: Pour une nouvelle social-démocratie, Fayard, 2004
- Raison et foi, Averroès, Maïmonide, Thomas d'Aquin, Éditions BNF, 2004
- con Vincent Champain, Changer de paradigme pour supprimer le chômage, Fondation Jean Jaurès, 2005
- Breve storia del futuro (Une Brève histoire de l'avenir, 2006), trad. Eleonora Secchi, Roma, Fazi, 2007; ed. aggiornata, Fazi, 2016.
- Amori. Storia del rapporto uomo-donna (Amours, 2007), con Stèphanie Bonvicini, Roma, Fazi, 2008, ISBN 978-88-811-2962-1.
- Lessico per il futuro, Armando Editore, 2008, ISBN 978-88-608-1326-8.
- La crisi e poi?, trad. E. Bitossi, Roma, Fazi, 2009, ISBN 978-88-641-1000-4.
- Sopravvivere alle crisi. Sette lezioni di vita, trad. E. Bitossi, Roma, Fazi editore, 2010.
- Come finirà? L'ultima chance del debito pubblico, trad. E. Bitossi, Roma, Fazi, 2010, ISBN 978-88-6411-225-1.
- Il senso delle cose, con Stéphanie Bonvicini, trad. F. Minutiello e M. Renda, Roma, Fazi, 2011, ISBN 978-88-6411-083-7.
- Dizionario innamorato dell’ebraismo (Dictionnaire amoureux du Judaïsme, 2009), trad. G. Cianfrocca, Roma, Fazi, 2013, ISBN 978-88-6411-170-4.
- con Christophe Aguiton, Claude Allègre et al., Le Sens des choses, L'hyperlivre, Robert Laffont, 2009.
- Sept leçons de vie: Survivre aux crises, 2010.
- Tous ruinés dans dix ans? Dette publique: la dernière chance, Fayard, 2010.
- Domani, chi governerà il mondo? (Demain, qui gouvernera le monde?, 2011), trad. E. Bitossi, Roma, Fazi, 2012, ISBN 978-88-641-1533-7.
- Candidats, répondez!, Fayard, 2011.
- con Stéphanie Bonvicini, La Consolation, Fayard, 2012.
- Urgences françaises, Fayard, 2013.
- Histoire de la modernité: Comment l'humanité pense son avenir, Robert Laffont, 2013.
- con Shimon Peres, Avec nous, après nous, Fayard, 2013.
- Devenir soi, Fayard, Documents, 2014.
- Scegli la tua vita!, trad. M. Maddamma, Milano, Ponte alle Grazie, 2015, ISBN 978-88-333-1371-9.
- Prevedi la tua vita! (e quella degli altri), trad. V. Ostuni, Milano, Ponte alle Grazie, 2016, ISBN 978-88-683-3473-4.
- Finalmente dopodomani! Breve storia dei prossimi vent'anni, trad. R. Antoniucci, Milano, Ponte alle Grazie, 2017, ISBN  978-88-683-3678-3.
- Histoires de la mer, Fayard, 2017.
- L'essenziale. Cosa non ti puoi perdere se vuoi una vita bella, buona e felice (Les Chemins de l’essentiel, 2018), trad. A. M. Foli, Piemme, 2019, ISBN 978-88-566-6921-3.
- Comment nous protéger des prochaines crises, Fayard, 2018.
- Cibo. Una storia globale dalle origini al futuro (Histoires de l'alimentation: de quoi manger est-il le nom ?, 2019), a cura di R. Antoniucci, Milano, Ponte alle Grazie, Milano, 2020.
- L'Année des dupes: Alger, 1943, Fayard, 2019.
- L'Économie de la vie, Fayard, 2020.
- Histoires des Médias: des signaux de fumée aux réseaux sociaux, et après, Fayard, 2021.
- Il y aura d'autres jolis mois de mai, Fayard, 2021.

### Biografie
- Il banchiere dei banchieri. Un uomo d'influenza. Sir Siegmund Warburg (Sigmund Warburg, un homme d'influence, 1987), trad. M. Aboaf, Milano, Sperling & Kupfer, 1987, ISBN 978-88-200-0587-0.
- Blaise Pascal ou le génie français, Fayard, 2000.
- Karl Marx. Ovvero, lo spirito del mondo (Karl Marx ou l'esprit du monde, 2005), trad. E. Secchi, a cura di Massimiliano Panarari, con una conversazione fra Eric Hobsbawm e J. Attali, Roma, Fazi, 2006.
- Gandhi. Il risveglio degli umiliati (Gândhî ou l'éveil des humiliés, 2007), trad. F. Minutiello, Roma, Fazi, 2011, ISBN 978-88-641-1153-7.
- Phares. 24 destins, Fayard, 2010.
- Diderot ou le bonheur de penser, Fayard, 2012.

### Romanzi
- La vita eterna (La Vie éternelle, 1989), Milano, Spirali, 1992.
- Il primo giorno dopo me (Le Premier Jour après moi, 1990), Milano, Spirali, 1993, ISBN 978-88-777-0366-8.
- Il viendra, Fayard, 1994.
- Au-delà de nulle part, Fayard, 1997.
- La Femme du menteur, Fayard, 1999.
- Nouv'elles, Fayard, 2002.
- La Confrérie des Éveillés, Fayard, 2004.
- Notre vie, disent-ils, Fayard, 2014
- Premier arrêt après la mort, Fayard, 2017.
- Meurtres, en toute intelligence, Fayard, 2018.

### Memorie
- Verbatim I, Éditions Lgf, 1986; riedizione, Fayard, 1993.
- Europa, Europe (Europe(s), 1994), Milano, Spirali, 1994, ISBN 978-88-777-0398-9.
- Verbatim II, Fayard, 1995.
- Verbatim III, Fayard, 1995.
- C'était François Mitterrand, Fayard, 2005.

### Rapporti
- Pour un modèle européen d'enseignement supérieur, Éditions Stock, 1998
- Portraits de micro entrepreneurs, con Muhammad Yunus, 2006.
- L'Avenir du travail, con Erik Orsenna, Pierre Cahuc, François Chérèque e Jean-Claude Javillier, Fayard, 2007.
- Liberare la crescita. 300 decisioni per cambiare la Francia (300 décisions pour changer la France, 2008), Milano, Università Bocconi Editore, 2008, ISBN 978-88-835-0132-6.
- Paris et la mer. La Seine est capitale, Fayard, 2010.
- Une ambition pour 10 ans, Éditions XO, 2010.
- Per una economia positiva (Pour une économie positive,  2013), EGEA, 2014, ISBN 978-88-238-4438-4.
- La francophonie et la francophilie, moteurs de croissance durable, La Documentation française, 2014.
- 100 jours pour que la France réussisse, Fayard, 2016, ISBN 22-13-700-74-5.

### Teatro
- Les Portes du ciel, 1999.
- Du cristal à la fumée, 2003.
- Présents parallèles, 2016.

### Racconto per l'infanzia
- Manuel, l'enfant-rêve, illustrato da Philippe Druillet, Stock, 1995.